# Saint-Jean-d'Ataux
 Saint-Jean-d'Ataux  (en occitano Sent Joan d'Astaus) es una población y comuna francesa, situada en la región de Aquitania, departamento de Dordoña, en el distrito de Périgueux y cantón de Neuvic (Dordoña).

## Demografía
| 131 | 119 | 94 | 127 | 136 | 150 |
| Para los censos de 1962 a 1999 la población legal corresponde a la población sin duplicidades (Fuente: INSEE [Consultar]) |     |    |     |     |     |